# Révolte du fouet

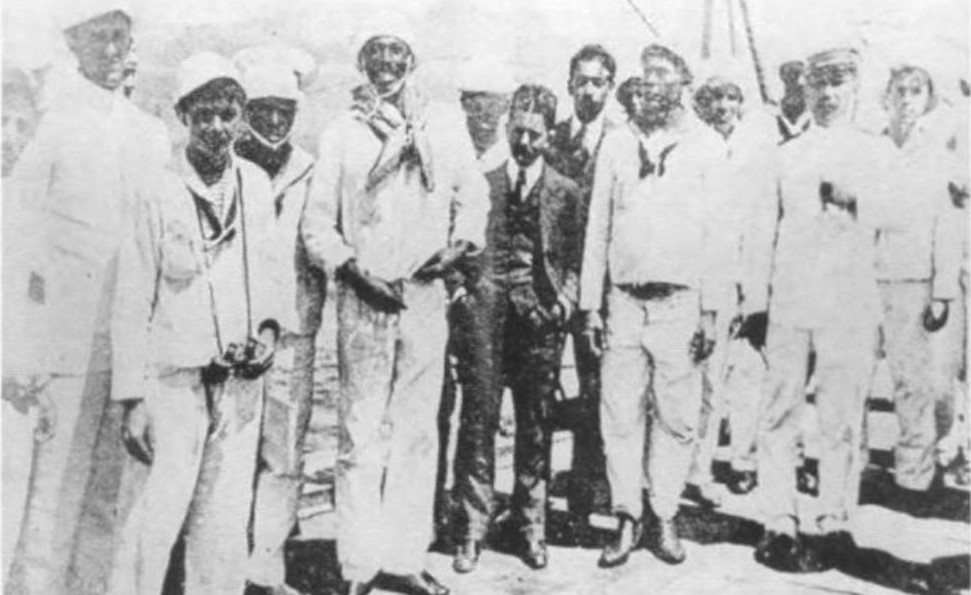
Le chef de la révolte du fouet, João Cândido Felisberto (devant, directement à gauche de l'homme en costume sombre), avec des journalistes, officiers et marins à bord Minas Geraes le 26 novembre 1910.

La révolte du fouet (portugais : Revolta da Chibata) est une mutinerie navale qui s'est déroulée Rio de Janeiro, au Brésil, à la fin du mois de novembre 1910. 
Cette mutinerie est le résultat direct de l'utilisation de fouets par des officiers de la marine blancs pour punir des marins afro-brésiliens et mulâtres. 
En 1888, le Brésil est le dernier pays de l'hémisphère occidental à abolir l'esclavage. Les élites brésiliennes se sont opposées à cette initiative et ont dirigé un coup d'État réussi en 1889. L'instabilité qui en a résulté a contribué à plusieurs révoltes et rébellions, mais au début du nouveau siècle, la demande croissante de café et de caoutchouc a permis aux hommes politiques brésiliens de commencer à planifier la transformation du pays en une puissance internationale. Un élément clé de ce processus proviendrait de la modernisation de la marine brésilienne, négligée depuis la révolution, en achetant des cuirassés du nouveau type "dreadnought". Avant même d'être livrés en 1910, les deux dreadnoughts ont certes coûté très cher, mais ils ont attiré beaucoup d'attention internationale. 
Les conditions sociales dans la marine brésilienne, cependant, ne suivaient pas le rythme de la nouvelle technologie. Les officiers d'élite blancs étaient principalement responsables d'équipages noirs et mulâtres, dont beaucoup avaient été forcés d'entrer dans la marine avec des contrats à long terme. Ces officiers ont fréquemment recours aux châtiments corporels des membres de leur équipage pour des infractions même mineures, ce qui avait été interdit dans la plupart des autres pays et dans le reste du Brésil. En réponse, les marins ont utilisé les nouveaux navires de guerre pour une mutinerie soigneusement planifiée et exécutée le 22 novembre 1910. Ils ont pris le contrôle des deux nouveaux dreadnoughts, de l'un des croiseurs et d'un ancien navire de guerre, un total qui donnait aux mutins le genre de puissance de feu qui surpassait le reste de la marine brésilienne. Sous la conduite de João Cândido Felisberto, les mutins ont envoyé au gouvernement une lettre leur demandant de mettre fin à ce qu'ils appelaient "l'esclavage" pratiqué dans la marine. 
L'exécutif du gouvernement brésilien a comploté pour reprendre ou couler les navires de guerre rebelles, mais ils ont été gênés par la méfiance du personnel et des problèmes d'équipement ; les historiens ont depuis mis en doute leurs chances de réussir. Au même moment, le Congrès, dirigé par un sénateur, Rui Barbosa, poursuivit la voie de l'amnistie, désignant un ancien capitaine de marine pour assurer la liaison avec les rebelles. Cette dernière voie a été couronnée de succès et un projet de loi accordant l'amnistie à toutes les personnes impliquées et mettant fin au recours aux châtiments corporels a été adopté par la Chambre basse avec une marge de sécurité. Cependant, de nombreux marins ont été rapidement renvoyés de la marine et, après une seconde rébellion sans lien entre eux, quelques semaines plus tard, bon nombre des mutins d'origine ont été rassemblés et jetés en prison ou envoyés en camp de travail dans les plantations de caoutchouc du nord. 

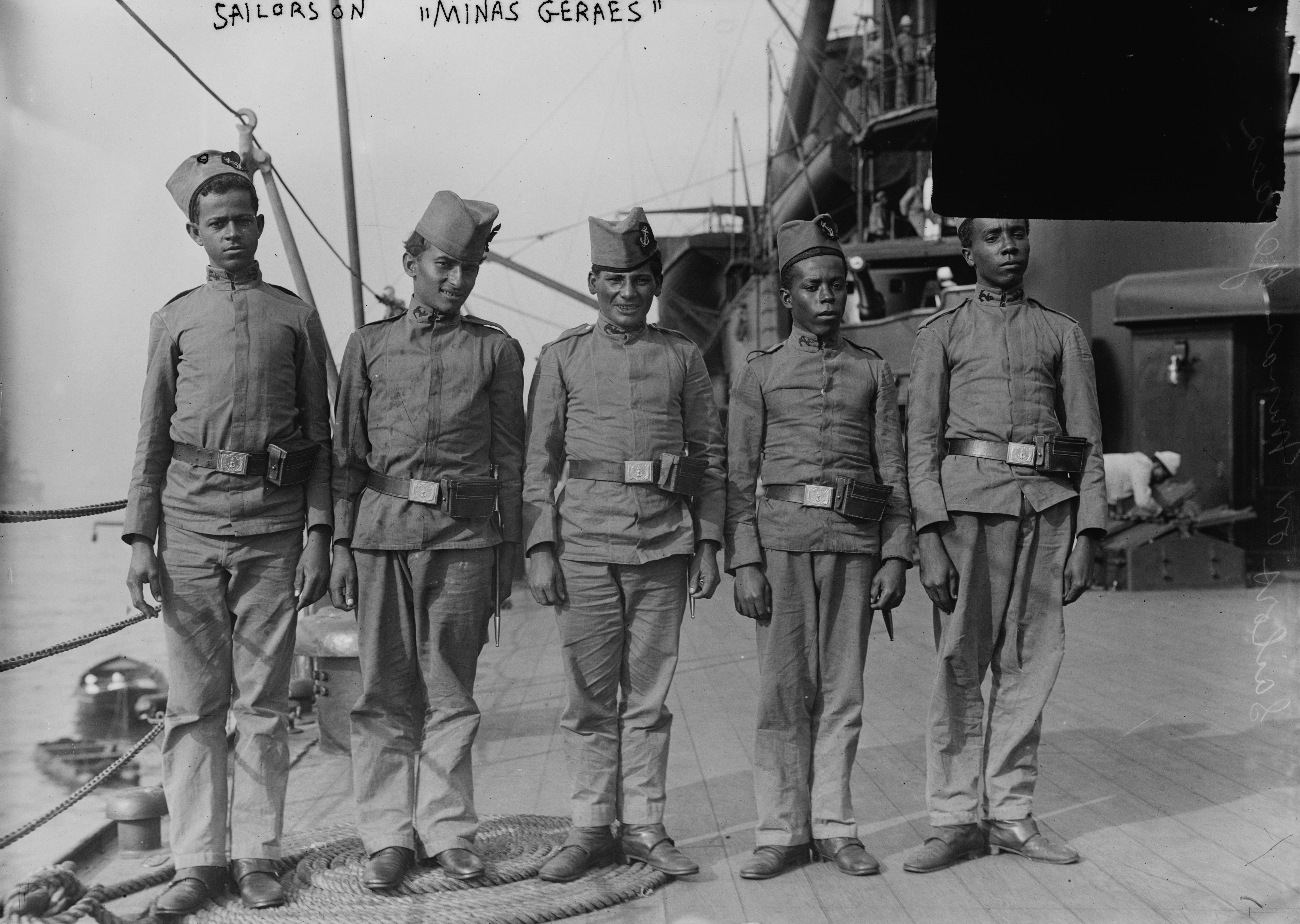
Des marins brésiliens pardo et preto posent pour un photographe à bord du Minas Geraes, dans le cadre d'une série de photographies probablement prises lors de la visite du navire aux États-Unis au début de 1913.

## Rébellion

### Préparations et prélude
Les hommes d'équipage à bord de Minas Geraes ont commencé à planifier une révolte bien avant 1910, selon João Cândido Felisberto, un marin expérimenté qui deviendra plus tard le leader de la révolte du fouet. Les conspirateurs étaient motivés par le traitement réservé aux hommes enrôlés dans la marine brésilienne, allant même au-delà des coups de fouet jusqu'à leur nourriture de qualité inférieure, ce qui a conduit à de fréquentes épidémies de béribéri. Certains avaient formé un comité et se réunissaient en secret depuis des années à Rio de Janeiro. Cette organisation semi-formelle n'a été élargie que lorsqu'ils ont été envoyés à Newcastle upon Tyne, au Royaume-Uni, pour y être formés : l'exploitation de navires de guerre de cette taille et de la complexité exige des compétences spécifiques. Interrogé des années après la mutinerie, Felisberto a déclaré qu'ils « maintenaient les comités dans les hôtels mêmes où nous résidions, dans l'attente de la construction des navires. Près de deux ans payés par le gouvernement brésilien, nous avons envoyé des messagers pour analyser la situation ici [au Brésil]. Nous avons agi de manière que, lorsque nous arrivions, nous soyons prêts à agir ». Ils attendaient simplement « d'attendre une date et le pouvoir », en référence aux navires de guerre flambant neufs. 
L'expérience de ces hommes d'équipage au Royaume-Uni était telle que l'historien Zachary Morgan estime qu'il s'agissait d'une période charnière déterminante dans la formation de la dernière mutinerie. Les marins étaient payés à temps, en espèces et recevaient de l'argent supplémentaire parce qu'ils devaient acheter leurs propres repas ; en raison du rôle vital que ces marins ont joué dans l'économie locale de Newcastle, ils ont été confrontés à un racisme relativement faible ; et les ouvriers des chantiers navals Armstrong  Whitworth se sont syndiqués et ont même déclenché avec succès une grève pendant cette période, retardant l'achèvement des nouveaux navires de guerre brésiliens. En outre, ils ont pu observer leurs homologues de la Royal Navy britannique - une expérience qui, selon Morgan, aurait été "choquante" parce que ces marins "n'étaient plus « impressionnés », n'étaient plus fouettés et [étaient] acceptés comme citoyens". 
La révolte a commencé peu de temps après les 250 coups de fouet brutaux donnés à Marcelino Rodrigues Menezes, un marin afro-brésilien enrôlé pour avoir délibérément blessé un marin avec un rasoir. Il existe un certain désaccord entre chercheurs sur le point de savoir si ce nombre est correct et exactement quand cette peine a été exécutée, mais tous s'accordent pour dire qu'il s'agissait du catalyseur immédiat. Un ancien observateur du gouvernement brésilien, l'ancien capitaine de la marine, José Carlos de Carvalho, a déclaré au président brésilien que le dos de Menezes ressemblait à « un mulet ouvert pour le salage ».

### Mutinerie
Un pourcentage important des membres de l'équipage de la marine en poste à Rio de Janeiro, entre 1 500 et 2 000 sur 4 000 marins, s'est révolté vers 22 heures le 22 novembre. Ils ont commencé à bord du Minas Geraes, où le commandant du navire et plusieurs membres d'équipage fidèles ont été tués. Les tirs à bord du dreadnought ont alerté les autres navires du port que la révolte avait commencé. À minuit, les rebelles avaient le contrôle du São Paulo, du nouveau croiseur Bahia et du navire de défense côtière Deodoro sous le commandement général de "l'amiral" João Cândido Felisberto. 
Les équipages à bord du petit mouilleur de mines República, du navire-école Benjamin Constant et des torpilleurs Tamoio et Timbira, tous révoltés également, mais ils ne représentaient que 2% du total des mutins. La majorité des équipiers du República partis renforcer le São Paulo et le Deodoro ; ceux à bord des autres navires ont rejoint les rebelles ou se sont enfuis à terre. 
Alors que les officiers étaient généralement autorisés à quitter leurs navires, à deux exceptions notables près, les techniciens civils (dont certains Britanniques), les machinistes et d'autres membres d'équipage intégraux n'avaient pas la même possibilité. Ces exceptions sont venues du Minas Geraes, dont les officiers ont été surpris mais ont eu le temps de tirer leurs armes et de se défendre. Le capitaine du navire, João Batista das Neves (pt), a été tué dans les combats avec plusieurs membres d'équipage loyaux et rebelles. Toute autre effusion de sang était beaucoup plus limitée : à bord du croiseur Bahia, le seul officier à bord avait été tué après avoir abattu un membre d'équipage rebelle et un lieutenant du São Paulo s'était tué. 
En fin de la soirée, les principaux navires de guerre restés entre les mains du gouvernement étaient notamment le bateau sœur du Bahia, le Rio Grande do Sul, le croiseur vieillissant Barroso et les nouveaux destroyers de la classe Pará. Leur puissance potentielle, cependant, a été réduite à néant par les dreadnoughts - dont chacun était plus armé que de tous les autres navires de guerre - et a été sévèrement tempérée par des problèmes de personnel. Premièrement, les officiers de la marine se méfiaient même des hommes enrôlés qui restaient fidèles au gouvernement. Les officiers ont repris toutes les positions qui seraient impliquées dans le combat direct et le nombre d'hommes enrôlés a été réduit autant que possible. Il manquait encore des composants d'armes, tels que les torpilles du destroyer, qui ne pouvaient pas être tirés sans percuteur de tir. Lorsque les pièces ont finalement été localisées et livrées, elles ne correspondaient pas aux nouvelles torpilles transportées par les destroyers. Les pièces appropriées ont été installées seulement deux jours après le début de la rébellion. 
Le 22 novembre, avant minuit, les rebelles ont envoyé un télégraphe au président brésilien, Hermes da Fonseca, dans lequel on pouvait lire : "Nous ne voulons pas le retour du chibata [fouet]. Nous le demandons au président de la république et au ministre de la marine. Nous voulons une réponse immédiate. Si nous ne recevons pas une telle réponse, nous détruirons la ville et les navires qui ne se révoltent pas". Fonseca, cependant, a refusé tout contact direct entre lui et les mutins. Au lieu de cela, la force rebelle s'est déplacée à Ilha do Viana à 1 heure le 23 novembre pour charger du charbon et pourvoir à l'approvisionnement pour se protéger contre la possibilité d'un siège prolongé. Après le lever du soleil, les corps des marins morts du Minas Geraes ont été envoyés à Ilha das Cobras, accompagnés d'une lettre de João Cândido Felisberto - commandant de l'armada rebelle - et de ses collègues au président brésilien Hermes da Fonseca, le neveu du premier président, en poste depuis une semaine seulement. Cela incluait une revendication de la fin de "l'esclavage" pratiquée par la marine, notamment le maintien de l'utilisation du fouet malgré son interdiction dans tous les autres pays occidentaux.  
Au cours de la même matinée, les navires rebelles ont tiré sur plusieurs forts de l'armée situés autour de la baie de Guanabara, ainsi que sur l'arsenal naval et les bases d'Ilha das Cobras et de Villegagnon, de Niterói et du palais présidentiel. Un obus a touché une maison sur la colline de Castello, tuant deux enfants ; bien qu'il y ait eu d'autres victimes, la mort de ces enfants a clairement pesé sur la conscience des rebelles. Felisberto s'en souvenait encore des décennies plus tard, où, dans une interview, il avait déclaré que ses équipiers et lui avaient collecté de l'argent sur leur "misérable salaire" pour payer l'enterrement des enfants.   
De manière générale, cependant, il semble que les navires ont été bien manipulés et commandés. Les observateurs contemporains ont été surpris de constater que les membres de l'équipage, malgré le manque d'officiers blancs, contrôlaient parfaitement leurs navires de guerre et pouvaient rester en bonne formation alors qu'ils faisaient le tour de la baie. Les rebelles ont préféré faire feu sur la ville ou autour d'objectifs militaires contrôlés par le gouvernement plutôt que de véritables destructions, ce qui, selon Zachary Morgan, était motivé par des préoccupations humanitaires ou (à tout le moins) par le pragmatisme - en limitant les dégâts, ils pourraient gagner le soutien des législateurs, de la presse et de la population en général. Cela a toutefois provoqué un débat historiographique parmi les érudits qui perdure à ce jour. 
À terre, des civils se sont réveillés le matin du 23 novembre pour constater que les navires les plus puissants de leur marine, dotés du plus bas équipage, tiraient sur la ville. Des milliers de personnes ont rapidement pris la fuite, même si presque tous étaient incapables de le faire. La presse a tout d'abord attisé les craintes du peuple, avant d'encenser les rebelles, les décrivant comme des héros. 
Fonseca et le haut commandement de la marine ont été confrontés à deux choix extrêmement désagréables. Ils pourraient utiliser les navires contrôlés par le gouvernement pour attaquer et éventuellement détruire les navires rebelles, mais cela signifierait la destruction de trois navires extrêmement coûteux qui avaient suscité une attention considérable de la part de la planète et constituaient - à leurs yeux - un une partie cruciale de la refonte du Brésil en tant que puissance internationale sérieuse. Pire encore, il y avait de grandes chances que les navires brésiliens restants, tous plus petits et beaucoup plus âgés que les navires contrôlés par les mutins, perdent si le combat était ouvert. Mais en répondant favorablement à la liste des revendications des rebelles, c'est-à-dire des sous-classes et des équipages navals largement noirs, les élites subiraient un embarras incroyable. 

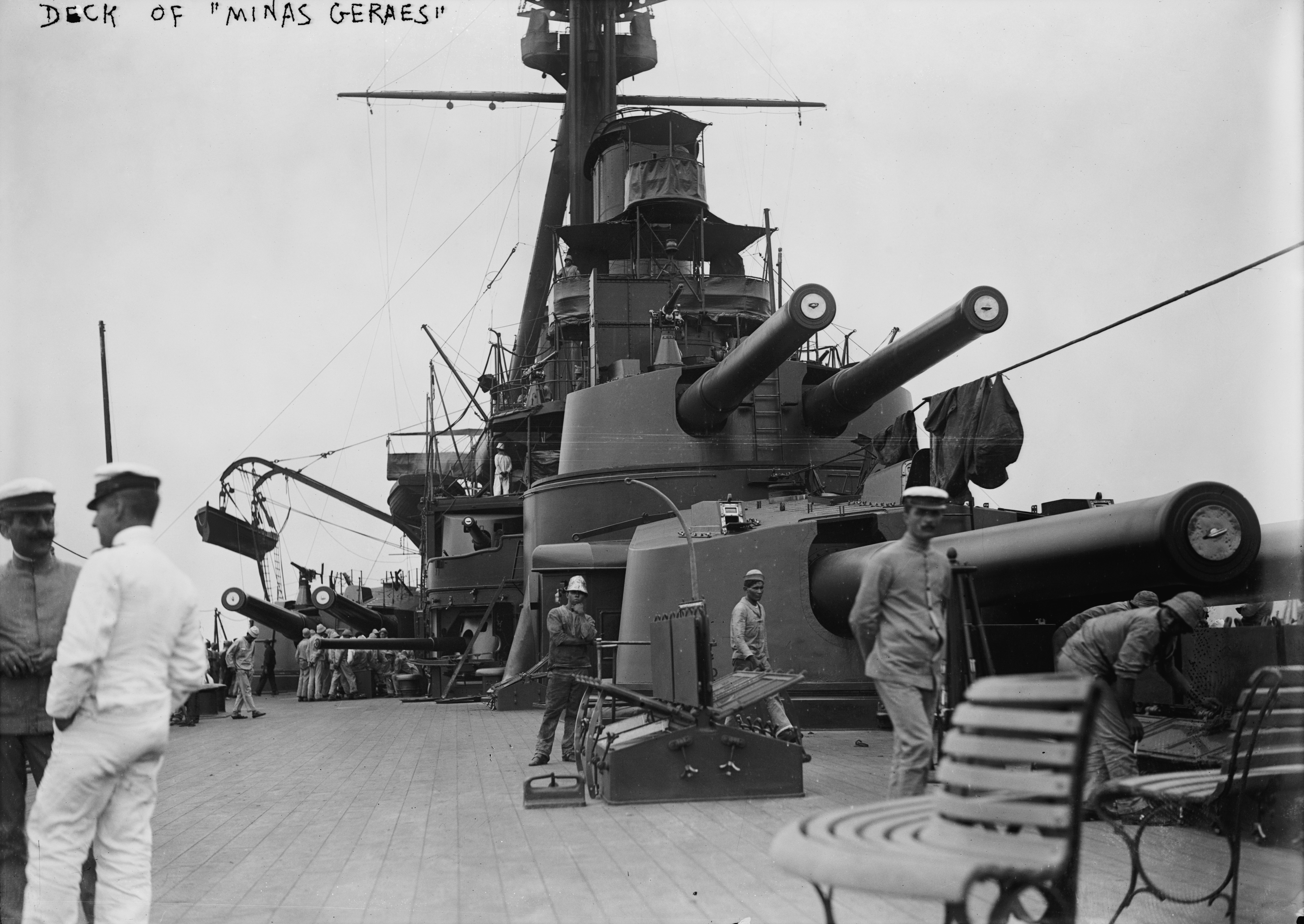
Le pont principal du Minas Geraes.

Fonseca a choisi les deux. Premièrement, le Congrès brésilien a entamé des négociations avec les mutins, bien que ce ne soit pas la solution privilégiée par Fonseca — le ministre de la Marine, Marques Leão, et lui-même ont commencé à élaborer une solution militaire. À la demande du Congrès, José Carlos de Carvalho a été nommé agent de liaison avec les rebelles. Carvalho, un député fédéral et ancien capitaine de marine, s'est entretenu avec l'équipage des quatre navires et a indiqué au Congrès que les rebelles étaient bien dirigés et organisés - et que leur armement principal était pleinement opérationnel. Son rapport montre que les plaintes des marins, en particulier concernant les coups de fouet, sont bien justifiées et qu'une option militaire aurait peu de chances de réussir. Dans l'après-midi du 23 novembre, le Congrès brésilien avait entamé ses travaux sur un projet de loi accordant l'amnistie à toutes les personnes impliquées et mettant fin au recours aux châtiments corporels dans la marine. 
Pressé par son ministre de la Marine, Forseca n'a pas encore abandonné l'option militaire. Le même après-midi, les rebelles ont reçu un télégramme illicite du destroyer Paraíba tenu par le gouvernement, leur annonçant qu'ils prévoyaient une attaque. En réponse, les rebelles se sont déplacés à l'extérieur de la baie pour la soirée dans l'espoir de rendre plus difficile tout assaut mené par une torpille. Ils sont revenus le 24 novembre à 10 heures, une journée où le Correio da Manhã a été la première source de presse à qualifier Felisberto d'"amiral" de la flotte rebelle.
Au Congrès, Rui Barbosa, sénateur influent et candidat déchu à la présidentielle, a défendu la cause des rebelles. Barbosa a utilisé la rhétorique du responsable de la marine pour plaider en faveur d'une solution diplomatique, soulignant que, si les nouveaux dreadnoughts étaient aussi puissants qu'ils le prétendaient, les navires de guerre restants aux mains du gouvernement ne pourraient certainement pas imposer une victoire militaire. 

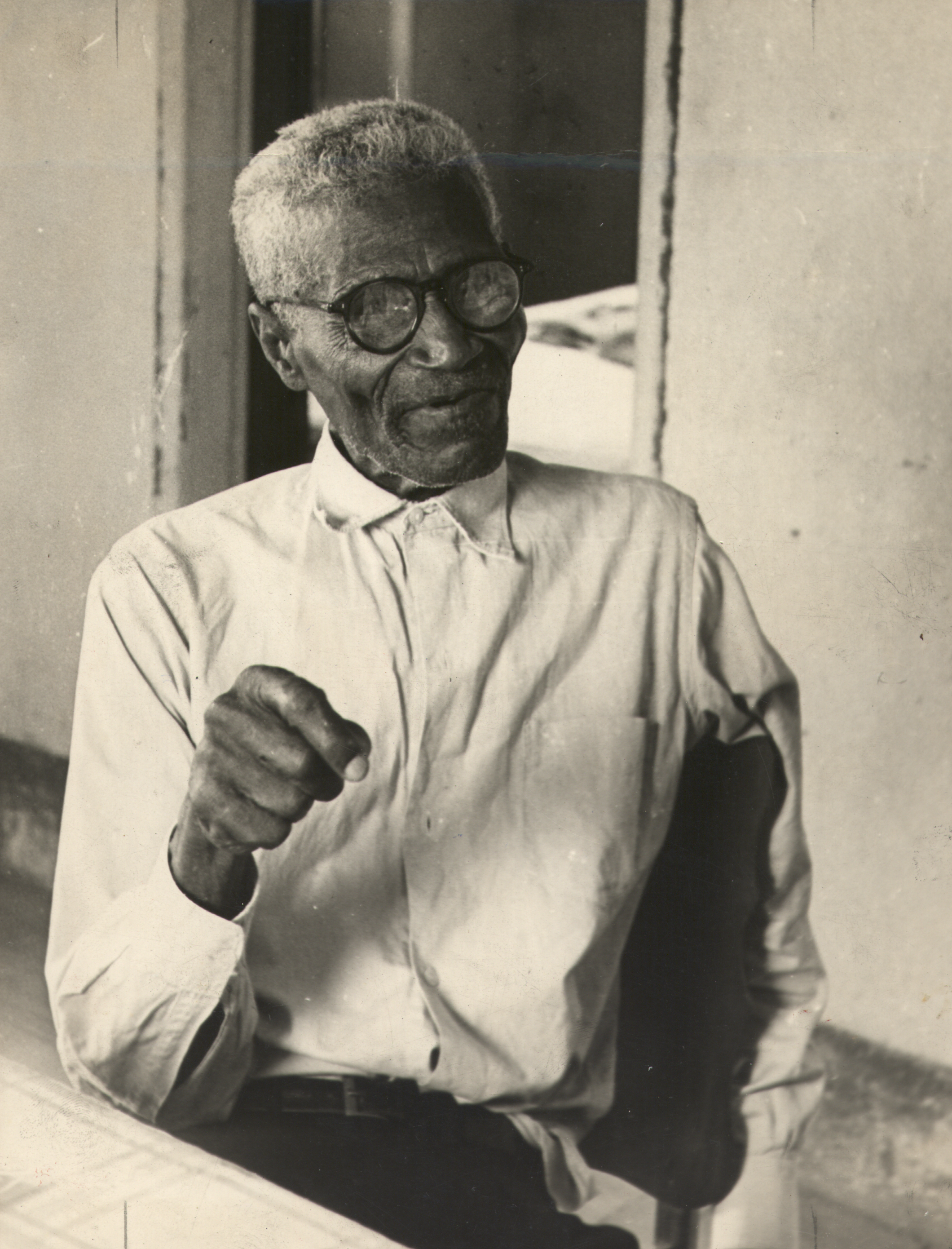
João Cândido, 1963.

En outre, a-t-il déclaré, si une telle attaque bénéficiait de l'appui du Congrès et échouait, toute destruction de Rio de Janeiro qui en résulterait serait sanctionnée. Ces arguments ont largement convaincu le Sénat, à tel point qu'il a commencé à travailler sur une amnistie qui dégagerait les mutins de toute accusation au pénal une fois les navires remis au gouvernement. Après des heures de débat, le projet de loi a été adopté à l'unanimité ce même jour et envoyé à la chambre basse des députés le 25 novembre. 
Les chefs de la marine ont été en désaccord et ont continué à planifier un affrontement militaire. Zachary Morgan a écrit que « les dirigeants de la marine pensaient que seule une confrontation militaire avec les rebelles rétablirait leur honneur perdu », et que toute action de ce type devrait avoir lieu avant l'approbation de l'amnistie.  
Cela a laissé très peu de temps. Les problèmes d'armement et de personnel susmentionnés ont handicapé les navires du gouvernement ; une tentative pour se procurer les torpilles nécessaires a été contrecarrée par les canons du Deodoro. Lorsque la nuit est tombée le 23 novembre, les messages radio sur les torpilles disponibles destinés aux destroyers du gouvernement, regroupés pour se protéger, ne parviennent pas aux navires. Ils n'ont pu se procurer ces armes que le 24 novembre et pendant cette nuit-là, Fonseca leur a ordonné d'attaquer les navires rebelles. Cependant, ils n'ont pas eu la possibilité d'attaquer, car l'armada rebelle n'est pas revenue dans la baie de Guanabara avant que l'amnistie ait été approuvée par le Congrès. On ignore si les rebelles ont été prévenus ou ont simplement pris des précautions défensives. 
L'amnistie est adoptée par la Chambre des députés par 125 voix contre 23. Fonseca signe l'amnistie sous la menace d'un veto. Après une brève période de consternation (les nouvelles demandes des mutins — telle que l'augmentation des salaires, n'avaient pas encore été discutées par le Congrès — les rebelles rentrent au port le 26 novembre en parfaite formation, le Minas Geraes précédant le São Paulo, le Bahia et le Deodoro de chaque côté. À 19 h, les mutins acceptent officiellement les termes de l'amnistie.